# Eremodaucus
Eremodaucus là chi thực vật có hoa trong họ Apiaceae.